# Witton cum Twanbrooks
Witton cum Twanbrooks var en civil parish från 1866 till 1894 då den blev en del av Northwich, i grevskapet Cheshire, i England. Civil parish hade 7 591 invånare år 1891.